# Північний Схід США
42° пн. ш. 73° зх. д. / 42° пн. ш. 73° зх. д.

Чотири основних регіони США (виділені різним кольором), включаючи дев'ять дрібніших регіонів (виділені різними відтінками).

Північний Схід США (у США іноді просто Північний Схід; англ. Northeastern United States, Northeast) — один з чотирьох основних географічних регіонів, на які поділяються США відповідно до Бюро перепису США.

## Короткий опис
Даний регіон США є найбагатшим. Найвищий рівень середнього доходу в США досягнуто в штатах Меріленд, Нью-Джерсі та Коннектикут. З 7-го по 9-е місце займають штати Массачусетс, Нью-Гемпшир та Вірджинія. На цей регіон припадає близько 25% ВВП США.
Північний Схід є густозаселеним регіоном, де переважає міське населення. Мегаполіс Босваш є найбільшим у США. Окрім того штати Нью-Йорк та Пенсильванія почасти входять до мегаполісу Чипіттс.
З восьми найпрестижніших університетів США, що входять до так званої Ліги плюща, всі розташовані на Північному Сході. Це стосується і семи найпрестижніших коледжів для жінок, так званих «семи сестер».
Північно-східні штати мають найбільше прихильників римо-католицької церкви, й, відповідно, вплив церков євангельських християн тут найслабший.
З погляду політичних преференцій жителі Північного Сходу є переважно прихильниками Демократичної партії США. У більшості штатів Північного Сходу смертна кара або скасована, або її виконання заморожене.

## Поділ
Регіон складається з двох груп штатів:
1. Нова Англія (англ. New England) :
  - Мен
  - Нью-Гемпшир
  - Вермонт
  - Массачусетс
  - Род-Айленд
  - Коннектикут
2. Середньоатлантичні штати (англ. Mid-Atlantic States)
  - Нью-Йорк
  - Нью-Джерсі
  - Пенсільванія

На відміну від Бюро перепису США, інші організації США, наприклад, ФБР, відносять до Північно-сходу також штати Делавер, Меріленд та округ Колумбія.

## Найбільші міста Північного Сходу США

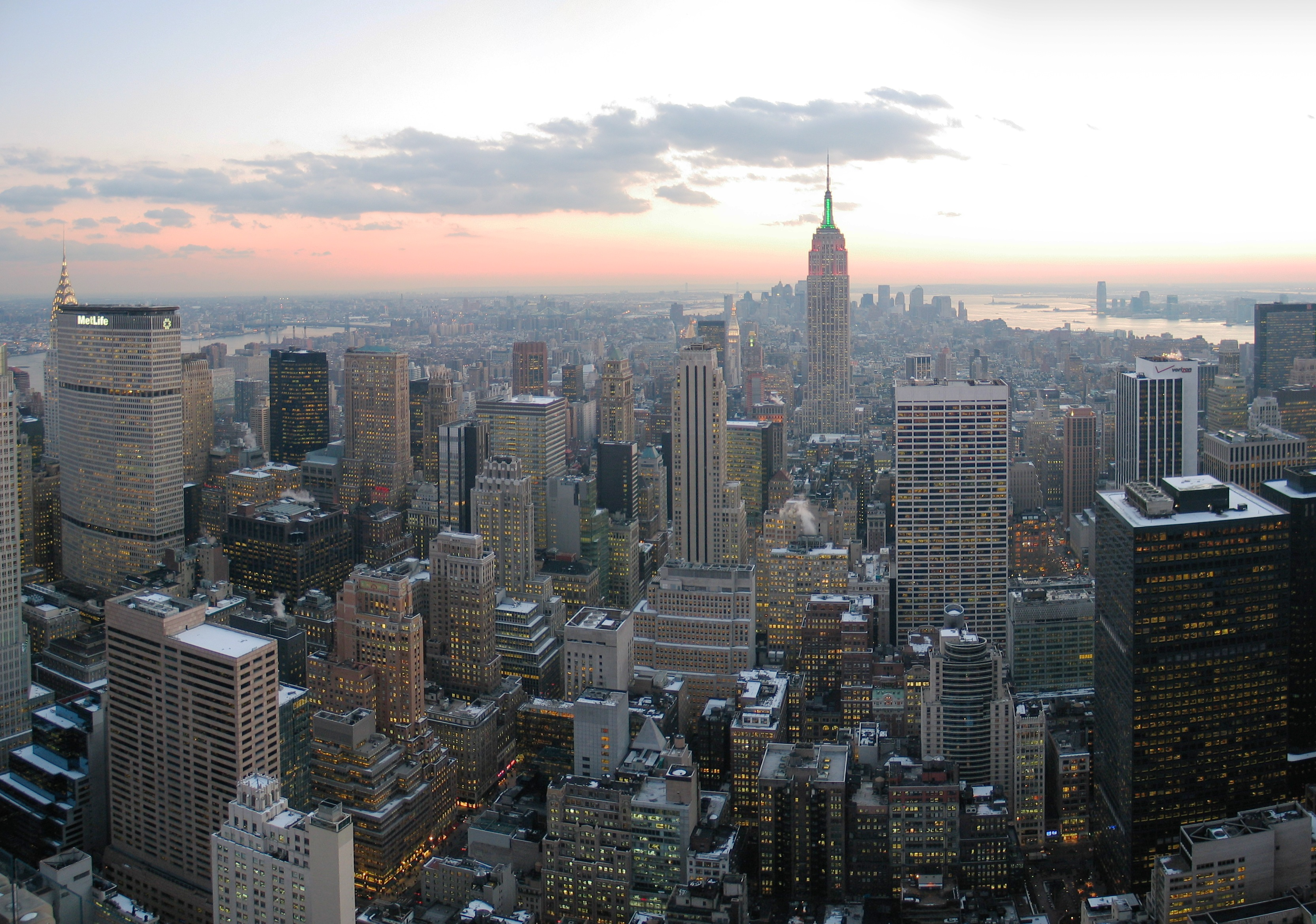
Нью-Йорк — найбільше місто Північного Сходу і всіх США

| Місце | Місто       | Штати та/або територія | Чисельність населення 1 липня 2007 |
| ----- | ----------- | ---------------------- | ---------------------------------- |
| 1     | Нью-Йорк    | Нью-Йорк               | 8,274,527                          |
| 2     | Філадельфія | Пенсільванія           | 1,449,634                          |
| 3     | Бостон      | Массачусетс            | 590,763                            |
| 4     | Піттсбург   | Пенсільванія           | 311,218                            |
| 5     | Ньюарк      | Нью-Джерсі             | 280,135                            |
| 6     | Баффало     | Нью-Йорк               | 272,632                            |
| 7     | Джерсі-Сіті | Нью-Джерсі             | 242,389                            |
| 8     | Рочестер    | Нью-Йорк               | 206,759                            |
| 9     | Йонкерс     | Нью-Йорк               | 199,244                            |

| Місце | Зона метрополіса               | Штати та/або територія                          | Чисельність населення станом на 1 липня 2007 |
| ----- | ------------------------------ | ----------------------------------------------- | -------------------------------------------- |
| 1     | Нью-Йоркський метрополис       | Коннектикут, Нью-Джерсі, Нью-Йорк, Пенсільванія | 18,815,988                                   |
| 2     | Філадельфія                    | Делавер, Меріленд, Нью-Джерсі, Пенсільванія     | 5,827, 962                                   |
| 4     | Великий Бостон                 | Массачусетс, Нью-Гемпшир                        | 4,482,857                                    |
| 6     | Метрополія Піттсбурга          | Пенсільванія                                    | 2,355,712                                    |
| 7     | Метрополія Провіденс           | Массачусетс, Род-Айленд                         | 1,600, 856                                   |
| 8     | Великий Гартфорд               | Коннектикут                                     | 1,189,113                                    |
| 9     | Баффало — Ніагарський водоспад | Нью-Йорк                                        | 1,128,183                                    |
| 10    | Метрополіс Рочестер — Нью-Йорк | Нью-Йорк                                        | 1,030, 435                                   |